# العنصرية في إيطاليا

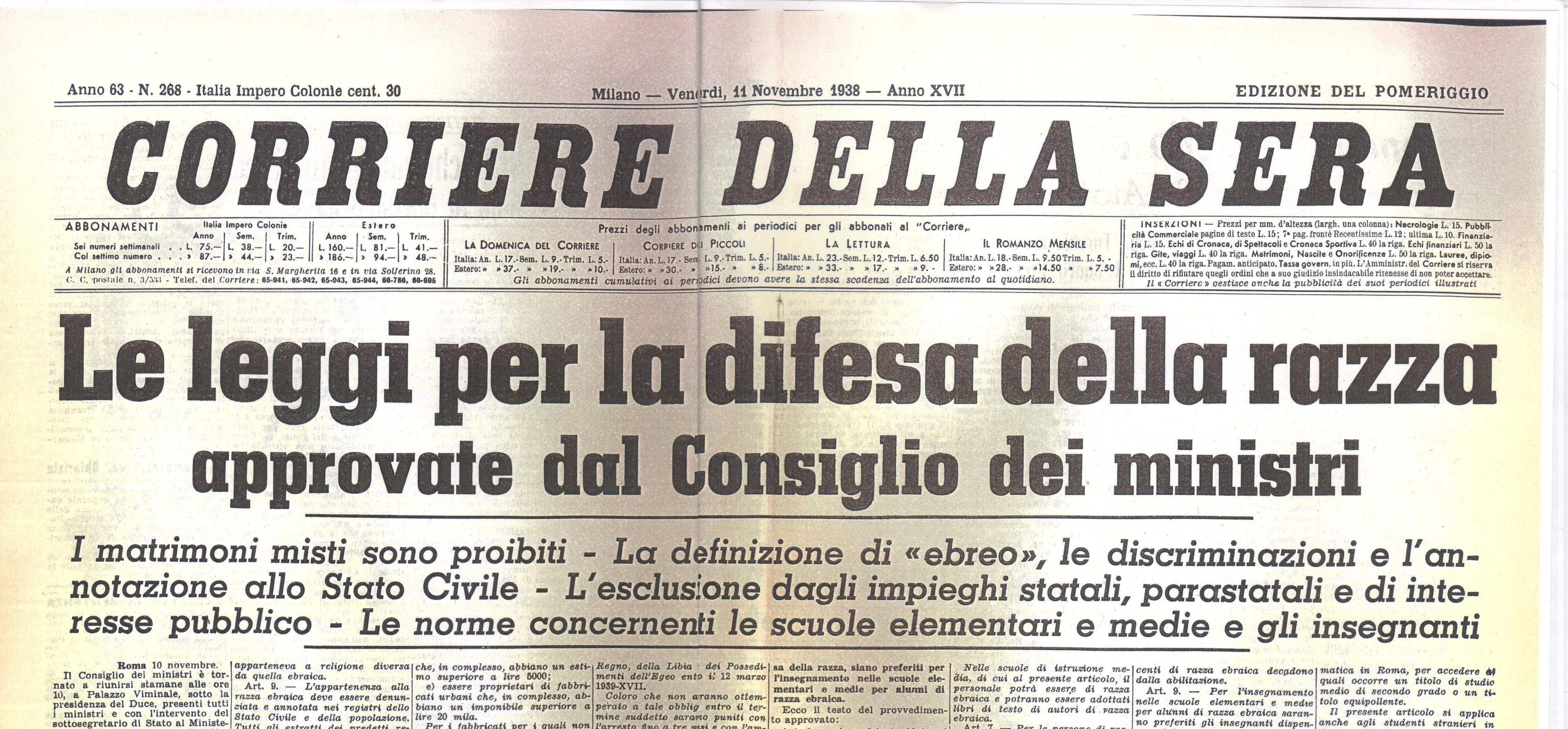

تتناول العنصرية في إيطاليا علاقات الإيطاليين وغيرهم من شعوب القوميات المختلفة في تاريخ البلاد. تصادف العنصرية في معظم المجتمعات مثلها مثل التعصب، وإيطاليا ليست استثناء. تفتخر الشعوب الإيطالية منذ فترة طويلة بغياب العداوة العنصرية، على الرغم من هشاشة الشعور الموحد لهوية الشركات الوطنية- كما هو موجود في الدول الأوروبية الكلاسيكية في الشمال- من الناحية التاريخية.
غُرست هذه الأفكار لأول مرة عندما بدأت إيطاليا في غزو واستعمار البلدان الأفريقية، على الرغم من أن السياسات المتعلقة بأطفال الاختلاط كانت مربكة.  مُرّرت القوانين المعادية للسامية وكذلك القوانين التي تمنع الهجرة الداخلية في ظروف معينة، في ظل دولة بينيتو موسوليني الفاشية، بمجرد أن عزز النظام تحالفه مع ألمانيا النازية. أحدثت هجرة ما بعد الحرب الجماعية من الجنوب إلى الشمال الصناعي، درجة من انعدام الثقة بالنفس عند الطبقات الاجتماعية الإيطالية. أدت موجة هجرة من أواخر ثمانينيات القرن العشرين، من قبل اكستراكومونيتاري (المهاجرين من غير الأوروبيين، وكان للكلمة نغمات قوية من الرفض) إلى ظهور حركات سياسية، مثل رابطة الشمال، والتي كانت معادية لما يدعى بـ «تيروني» (وصم تجاه الإيطاليين الجنوبيين) وكلانديستيني (المهاجرين غير الشرعيين) من مناطق جنوب البحر الأبيض المتوسط.
أشار تقرير لهيومن رايتس ووتش في عام 2011 إلى تنامي المؤشرات بخصوص ازدياد رهاب الأجانب في المجتمع الإيطالي. أشار استطلاع أجراه مركز بيو للأبحاث في عام 2017 إلى أن إيطاليا هي الدولة الأكثر عنصرية في أوروبا الغربية.

## العصور الوسطى
انتشرت العبودية في إيطاليا في العصور الوسطى، وبُرّرت في كثير من الأحيان على أسس دينية أكثر مما بُرّرت على أسس عنصرية. ينتمي معظم العبيد في جنوة إلى أعراق غير أوروبية، وكان الوضع مختلفًا في البندقية وباليرمو، حيث اعتُبر العبيد المتحررين مواطنين أحرارًا في القرن الثالث عشر.

## القرن التاسع عشر وبدايات القرن العشرين

### لومبروزو والعنصرية العلمية في إيطاليا
شاعت العنصرية العلمية في إيطاليا بسبب عالم الجريمة سيزار لومبروزو. قارنت نظرية لومبوزو عن التأسّل الحضارة البيضاء والأعراق الأخرى، بالمجتمعات «البدائية» أو «المتوحشة». ألقت نظرياته التي تربط علم الفراسة بالسلوك الإجرامي اللوم بوضوح بما يخص معدلات جرائم القتل المرتفعة في جنوب إيطاليا، على تأثير الدم الأفريقي والآسيوي على شعوبها. نشر لومبروزو في عام 1871 الرجل الأبيض والرجل الملون، بهدف إظهار تفوق الرجل الأبيض في جميع النواحي على الأعراق الأخرى. ذكر لومبروزو صراحة إيمانه بتفوق البيض: «نحن البيض فقط من حققنا التناسق الأكثر مثالية في أشكال الجسد [...] نمتلك فنًا موسيقيًا حقيقيًا [...] أعلننا حرية العبيد [...] اشترينا حرية الفكر». عادل لومبروزو الميول الإجرامية للسكان البيضاء بـ «السواد» المتبقي. انتشرت أفكار لومبروزو حول العرق في جميع أنحاء أوروبا في نهاية القرن التاسع عشر.
ميّز لومبروزو بين اليهود الأوروبيين أو «الآريين» بصورة عامة واليهود المتمسكين بالتقاليد الذين انتقد ممارساتهم الدينية، واعتبر الجنوبيين في إيطاليا «رجعيّين»، على الرغم من أنه كتب بشكل مكثف عن موضوع معاداة السامية في أوروبا، وهاجم النظرية العنصرية المعادية للسامية.

### باحثون آخرون في العنصرية العلمية
بحث علماء الأنثروبولوجيا وعلماء الاجتماع الإيطاليون أيضًا في مسار لومبروزو للعنصرية العلمية. اتّبع الصقليّ ألفريدو نيكيفورو نهج لومبروزو السيميائي، لكنه نشر في عام 1906 نظرية عنصرية اعتبر فيها كل من تصبُّغ الشعر الأشقر والبشرة الداكنة علامات انحطاط، مع اعتبار العرق الإيطالي في موقف وسط إيجابي. احتفظ نيكيفورو بهذه الآراء حتى أواخر عام 1952، مدعيا أن «الأنواع الزنجية والمنغولية وُجدت بوتيرة أكبر في الطبقات الدنيا». حاول عالم الأنثروبولوجيا ريدولفو ليفي في عام 1907، إظهار أن ملامح الوجه المنغولية ارتبطت بالسكان الأكثر فقرًا. أكد أن تفوق العرق الإيطالي أُثبت بقدرته على استيعاب المكونات العرقية الأخرى بشكل إيجابي.

## إيطاليا الفاشية

### معاداة السامية قبل عام 1938
امتلك اليهود الإيطاليون أحد أعلى معدلات الاندماج في الزيجات المختلطة في الشتات. دعم اليهود بشدة توحيد إيطاليا، وعُرّفوا على أنهم قوميون إيطاليون، وأثبتوا شجاعتهم كجنود في الحرب العالمية الأولى، وشكلوا من حيث وجودهم العددي الصغير نسبيًا بين السكان بشكل عام، جزءًا غير متكافئ من الحزب الفاشي منذ بداياته حتى عام 1938. ما يزال هناك جدل حول ما إذا كانت الفاشية الإيطالية معادية للسامية في الأصل. ميز موسوليني في الأصل موقفه عن عنصرية هتلر المتعصبة، مع التأكيد على أنه بذاته صهيوني، حتى أنه وعلى نطاق أوسع، اقترح بناء مسجد في روما كعلامة على أن إيطاليا كانت حامية الإسلام، وهي خطوة مُنعت من قبل البابا الذي أخافه الموضوع. يسخر الدعاة الألمان غالبا مما يسمونه «الفاشية الكوشيرية» لإيطاليا. كان هناك بعض الفاشيين الذين حملوا وجهات نظر عنصرية متطرفة هامشية قبل التحالف مع ألمانيا النازية، مثل روبرتو فاريناتشي وجيوفاني بريزيوسي. كان بريزيوسي أول من نشر طبعة إيطالية من بروتوكولات حكماء صهيون في عام 1921، والتي نُشرت بشكل متزامن تقريبًا مع إصدار صادر عن أومبيرتو بينيني في ملحقات لـ الإيمان والعقل، وكان للكتاب مع ذلك تأثير ضئيل حتى منتصف ثلاثينيات القرن العشرين.
أُشير أيضًا إلى امتلاك بينيتو موسوليني وجهات نظر عنصرية خاصة به، وإن كانت مختلفة نوعًا ما عن النازية. نُقل عن موسوليني قوله: «على الرجل الأبيض إخضاع الأعراق السوداء والبنية والصفراء».
رأى موسوليني أن هناك وحدة صغيرة من اليهود الإيطاليين عاشوا في إيطاليا «منذ أيام ملوك روما» (في إشارة إلى بيني روما) ويجب أن «يظلوا غير مزعجين». كانت واحدة من عشيقات موسوليني وهي مارغريتا سارفاتي، يهودية. كان هناك بعض اليهود في الحزب الفاشي الوطني، مثل إيتوري أوفازا الذي أسس الصحيفة الفاشية اليهودية لا نوسترا بانديرا في عام 1935. أعلن موسوليني ذات مرة أن «معاداة السامية لا وجود لها في إيطاليا ... أظهر الإيطاليون من أصل يهودي أنفسهم كمواطنين صالحين وقاتلوا بشجاعة في [الحرب العالمية الأولى]».
نُظر إلى إيطاليا في النصف الأول من ثلاثينيات القرن العشرين كملاذ آمن من قبل بعض اللاجئين اليهود، على الرغم من وجود نظام فاشي. استضافت الدولة ما يصل إلى 11000 يهودي مضطهد، بمن فيهم 2880 يهوديا من أصل ألماني، ومع ذلك، كان هناك عمليات إبعاد للأفراد اليهود من المؤسسات ومنظمات الدولة، في وقت مبكر من عام 1934.
شهد عام 1934 أيضًا حملات صحفية ضد اليهود المناهضين للفاشية، معادلة إياهم بالصهاينة. تصاعدت الدعاية المعادية للسامية التي أقرها النظام الفاشي بين عامي 1936 و1938 في الصحافة وحتى في الكتابة على الجدران. بدأ بالمثل علماء علم تحسين النسل والإحصاءات والأنثروبولوجيا والديموغرافيا في تحديد النظريات العنصرية.